# Pasquale Cafaro

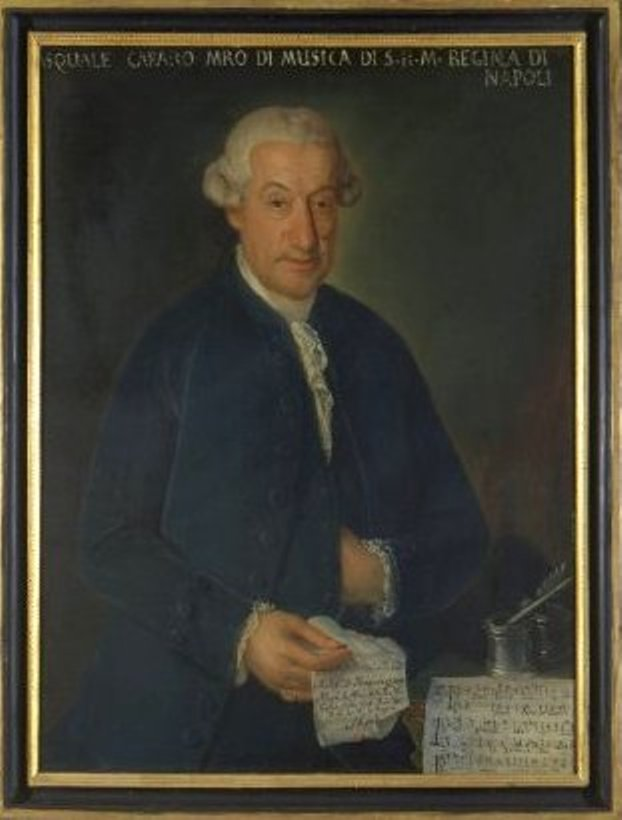
Pasquale Cafaro (1779), M[AEST]RO DI MUSICA DI S[UA] R[EAL] M[AESTÀ] REGINA DI NAPOLI – „Musikmeister ihrer königlichen Majestät der Königin von Neapel“

Pasquale Cafaro (* 8. Februar 1715 in San Pietro in Galatina; † 23. Oktober 1787 in Neapel) war ein italienischer Komponist der Neapolitanischen Schule.

## Leben
Cafaro sollte nach dem Willen seiner Eltern Jurist werden, konnte aber ab 1735 am Conservatorio della Pietà dei Turchini in Neapel Musik studieren. Dort wurde Leonardo Leo sein wichtigster Lehrer. Nach dessen Tod 1744 trat Cafaro seine Nachfolge an. Das Oratorium Il figliuolprodigo ravveduto (1745) eröffnete die Reihe seiner großen Kompositionen – u. a. 7 Opern, 6 geistliche Oratorien und mehrere Messen –, die ihm hohe Anerkennung verschafften. Er stieg in die Leitung des Conservatorio della Pietà auf und erhielt von König Ferdinand und Königin Maria Carolina hohe Ämter am Hof von Neapel sowie die Intendanz des Teatro San Carlo. Zu seinen Schülern zählten Giacomo Tritto, Francesco Bianchi, Angelo Tarchi und Honoré Langlé.

## Werke

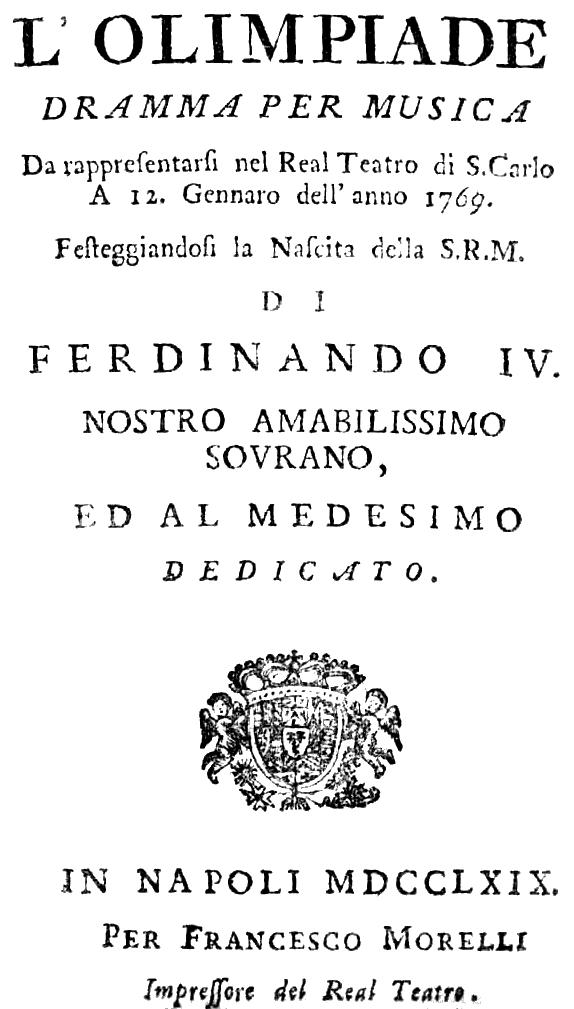
Textbuch der Oper L’Olimpiade nach Pietro Metastasio zur Aufführung am 18. Geburtstag des Königs Ferdinand, dem 12. Januar 1769, im Teatro di San Carlo

Bei Grove Music Online und Corago sind die folgenden Werke aufgeführt:
Opern
- Ipermestra, „dramma per musica“ in drei Akten; Libretto: Pietro Metastasio; zwei Fassungen: 18. Dezember 1751 und  26. Dezember 1761, beide Neapel, Teatro San Carlo[3]
- La disfatta di Dario, „dramma per musica“ in drei Akten; Libretto: Nicola Giuseppe Morbilli duca di S. Angelo a Frosolone; 20. Januar 1756, Neapel, Teatro San Carlo; Karneval 1757 im Teatro Macerata; am 24. August 1757 im Teatro della Pergola Florenz
- L’incendio di Troia, „dramma per musica“ in drei Akten; Libretto: Nicola Giuseppe Morbilli duca di S. Angelo a Frosolone; 20. Januar 1757, Neapel, Teatro San Carlo
- Arianna e Teseo, „dramma per musica“ in drei Akten; Libretto: Pietro Pariati; 20. Januar 1766, Neapel, Teatro San Carlo
- Creso, „dramma per musica“ in drei Akten; Libretto: Giuseppe Gioacchino Pizzi; Karneval 1768, Turin, Teatro Regio
- L’olimpiade, „dramma per musica“ in drei Akten; Libretto: Pietro Metastasio; 12. Januar 1769, Neapel, Teatro San Carlo; 1770 im Teatro dell’Aquila in Fermo; am 26. Dezember 1772 erneut im Teatro San Carlo Neapel
- Antigono, „dramma per musica“ in drei Akten; Libretto: Pietro Metastasio; 13. August 1770, Neapel, Teatro San Carlo

Oratorien
- Il figliuol prodigo ravveduto; 26. Februar 1745
- Il trionfo di Davidde; 1746
- La Betulia liberata; Libretto: Pietro Metastasio; 1746
- L’invenzione della croce; 1747
- Isacco figura del redentore; Libretto: Pietro Metastasio; 1763
- Oratorio per il glorioso S Antonio di Padova

Kantaten
- Prologo per una cantata; Solokantate; 1764
- fünf Kantaten zum Geburtstag des Königs; Neapel; 12. Januar 1763, 1764, 1766, 1769 und 1770
- Peleo, Giasone e Pallade, Kantate zu drei Stimmen; 1766
- Ercole ed Acheloo, Kantate; Libretto: Mattei; Neapel, Teatro San Carlo; zum Geburtstag des Königs von Spanien am 20. Januar 1766
- La giustizia placata, Kantate für den Herzog von Lavino; 1769
- vier Kantaten zur Translation des Blutes von San Gennaro; Neapel, 6. Mai 1769, 1770, 1775 und 1781
- Kantate zum Geburtstag der Königin; Neapel, 13. August 1770
- Il natale d’Apollo, „festa teatrale“ zur Geburt des Kronprinzen; Libretto: Mattei; Neapel, Teatro San Carlo, 4. Januar 1775
- La felicità della terra, Kantate

Sonstige Vokalwerke
- Mehrere Messen und Messsätze
- Mehrere kleinere geistliche Kompositionen
- Geistliche und weltliche Arien, Duette, Solfeggi und Partimenti